# Tàmar Presentation Tour
Tournées par Prince
Musicology Tour
(2004) 3121 Las Vegas Residency
(2006)
Tàmar Presentation Tour est une tournée organisée par Prince dans le but de faire connaître sa nouvelle protégée Tàmar. La tournée est brève et fait la promotion du premier album de Tàmar.

## Histoire
Vers 1994, Prince entend une démo de Tamar et lui dit qu'il voudrait travailler avec elle quand elle serait plus âgée. En 2004 à Los Angeles Prince lui donne une invitation dans l'une de ses résidences. Il  l'auditionne immédiatement sur une chanson sur laquelle il travaillait. Elle l'impressionne. Prince décide alors de la prendre sous son aile comme il l'avait fait avec Vanity, Sheila E., Sheena Easton, Apollonia Kotero, Carmen Electra et Martika. C'est dans le but de la promouvoir que la mini-tournée fut organisée. Les concerts comportent des chansons de l'album de Tàmar (à la composition desquels Prince a largement contribué) et des reprises et des classiques de Prince pour satisfaire les fans qui ne venaient que pour lui. Le concert durait en général 90 minutes.

## Groupe
- Prince : chant, guitare
- Cora Coleman Dunham : batterie
- Joshua Dunham : basse
- Mr. Hayes : clavier
- Naya & Mandy McClean AKA The Twinz : chant et danse
- DJ Rashida : platine de DJ
- Támar : chant et danse

## Liste des chansons
- Every Little Step
- Dancing Room Only
- You Don't Love Me (No, No, No)
- Romance #1
- Not Gon' Cry
- Romance #2
- Milk & Honey
- I Never Loved a Man (The Way I Love You)
- Love Changes
- When a Man Loves a Woman (reprise)
- Redheaded Stepchild
- Stay With Me
- Rock Steady
- Don't Stop 'Til You Get Enough (reprise)
- Erotic City
- What Have You Done for Me Lately?
- Partyman
- It's Alright
- Play That Funky Music (White Boy)
- Love Rollercoaster
- Drown in My Own Tears
- I Want to Take You Higher

## Dates des concerts
| #  | Date            | Ville         | Pays       | Salle            | Audience |
| -- | --------------- | ------------- | ---------- | ---------------- | -------- |
| 1  | 19 janvier 2006 | Los Angeles   | États-Unis | The Viper Room   | 250      |
| 2  | 24 janvier 2006 | Los Angeles   | États-Unis | The Roxy         | 500      |
| 3  | 30 janvier 2006 | San Francisco | États-Unis | The Fillmore     | 1 200    |
| 4  | 2 février 2006  | New York      | États-Unis | Nokia Theater    | 2 200    |
| 5  | 25 février 2006 | Minneapolis   | États-Unis | Orpheum Theater  | 2 600    |
| 6  | 27 février 2006 | Chicago       | États-Unis | Congress Theater | 3 500    |
| 7  | 1er mars 2006   | Philadelphie  | États-Unis | Electric Factory | 3 000    |
| 8  | 3 mars 2006     | Houston       | États-Unis | Warehouse Live   | 1 600    |
| 9  | 12 mars 2006    | Washington    | États-Unis | DC Nation        | 10 000   |
| 10 | 13 mars 2006    | Washington    | États-Unis | DC Nation        | 10 000   |
| 11 | 15 mars 2006    | Atlanta       | États-Unis | The Tabernacle   | 2 600    |
| 12 | 16 mars 2006    | Atlanta       | États-Unis | The Tabernacle   | 2 600    |
| 13 | 18 mars 2006    | Miami         | États-Unis | The Mansion      | 2 500    |

## Sources
http://www.princefams.com/page.php?id=15